# قزل‌قایه (گوی‌گول)
قزل‌قایه (به لاتین: Qızılqaya) یک منطقه مسکونی در جمهوری آذربایجان است که در شهرستان گوی‌گول واقع شده است.